# Rubus inopertus
Rubus inopertus là loài thực vật có hoa trong họ Hoa hồng. Loài này được (Focke) Focke miêu tả khoa học đầu tiên năm 1911.